# 虞守隨
虞守随（？—？年），字惟貞，號芝巖，浙江金華府義烏縣人，民籍。明朝政治人物。

## 生平
正德二年（1507年）丁卯科浙江乡试舉人，九年（1514年）甲戌科三甲第二十七名進士，六月选授南京四川道试监察御史，十三年十一月實授御史，十五年考察罢官家居。乃撰述《皇陵正议》数千言，嘉靖六年十月奉以进，未被采纳。著有《芝岩杂稿》。